# Copulabyssia colombia
Copulabyssia colombia is een slakkensoort uit de familie van de Pseudococculinidae. De wetenschappelijke naam van de soort is voor het eerst geldig gepubliceerd in 2005 door Ardila & Harasewych.